# Teratoleptura mirabilis
Teratoleptura mirabilis är en skalbaggsart. Teratoleptura mirabilis ingår i släktet Teratoleptura och familjen långhorningar.

## Underarter
Arten delas in i följande underarter:
- T. m. mirabilis
- T. m. yoshitomii
- T. m. shibatai